# Trust (gospodarka)
Trust – forma koncentracji kapitałowej, w której przedsiębiorstwa tworzą oligopol, powstający na drodze łączenia się samodzielnych dotąd przedsiębiorstw tej samej branży. Dotychczasowi ich właściciele stają się udziałowcami powstającego trustu, na którego czele stoi zarząd kierujący produkcją i sprzedażą, wyznaczający ceny, określający podział zysków. Przedsiębiorstwa tracą całkowicie swą samodzielność pod względem handlowym, wytwórczym i prawnym.
Trusty najsilniej rozwinęły się w Stanach Zjednoczonych, szczególnie w przemyśle naftowym, cukrowym i spirytusowym.
W większości państw o gospodarce rynkowej tworzenie trustów jest obecnie prawnie zabronione.